# تپه ریقل
تپه ریقل مربوط به دوره هخامنشی - دوره اشکانیان است و در شهرستان دورود، بخش مرکزی، دهستان دورود، ۱/۵ کیلومتری شرقی روستای یوسف آباد واقع شده و این اثر در تاریخ ۲۳ بهمن ۱۳۸۵ با شمارهٔ ثبت ۱۷۱۸۴ به‌عنوان یکی از آثار ملی ایران به ثبت رسیده است.